# Demonax dimidiatus
Demonax dimidiatus là một loài bọ cánh cứng trong họ Cerambycidae.